# Czarnków (gmina)
Czarnków est une gmina rurale du powiat de Czarnków-Trzcianka, Grande-Pologne, dans le centre-ouest de la Pologne. Son siège est la ville de Czarnków, bien qu'elle ne fasse pas partie du territoire de la gmina.
La gmina couvre une superficie de 347,78 km2 pour une population de 10 887 habitants.

## Géographie

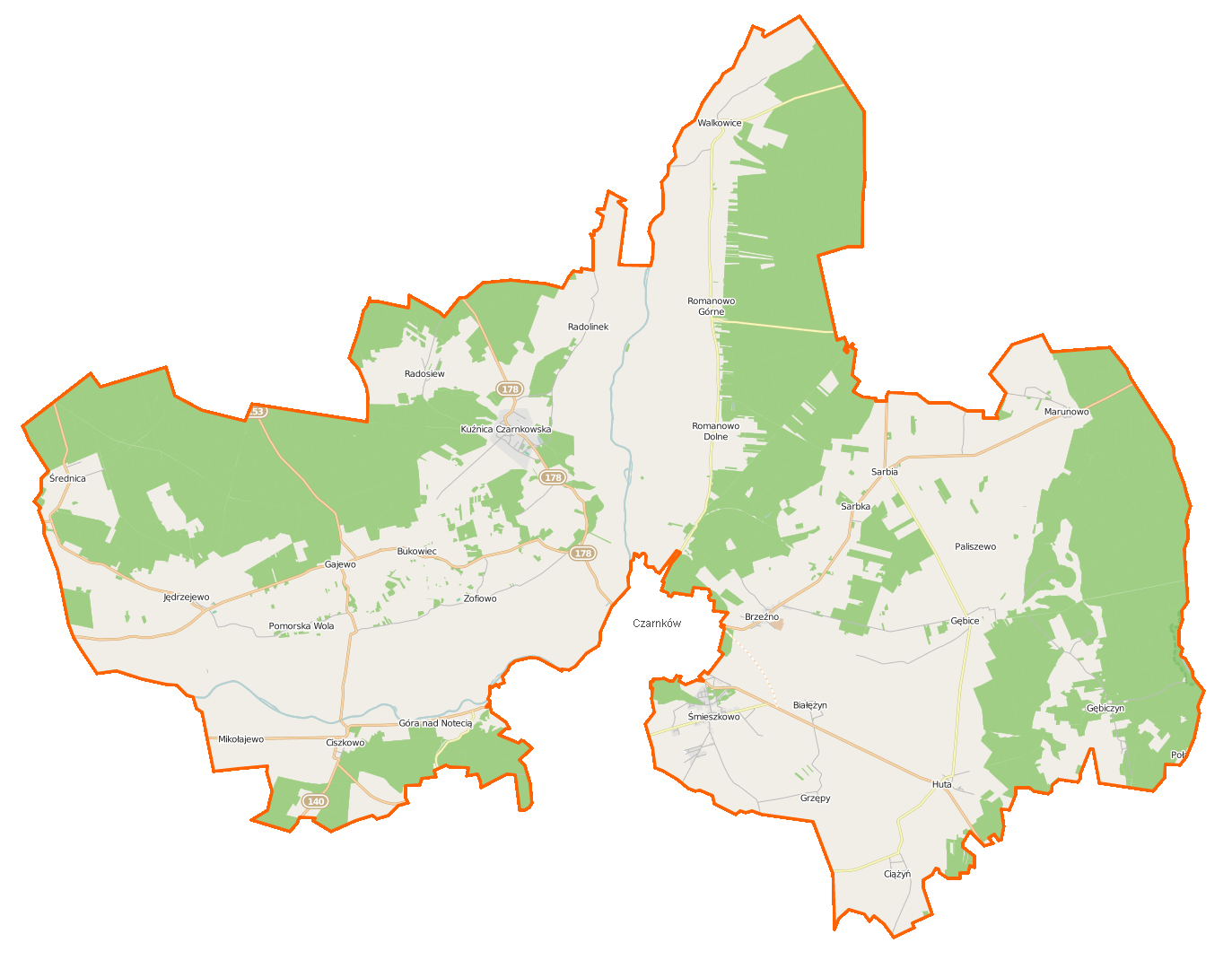
Plan de la gmina.

La gmina inclut les villages de:
- Białężyn
- Brzeźno
- Bukowiec
- Ciszkowo
- Gajewo
- Gębice
- Gębiczyn
- Góra nad Notecią
- Grzępy
- Huta
- Jędrzejewo
- Komorzewo
- Kuźnica Czarnkowska
- Marunowo
- Mikołajewo
- Pianówka
- Radolinek
- Radosiew
- Romanowo Dolne
- Romanowo Górne
- Sarbia
- Sarbka
- Śmieszkowo
- Średnica
- Walkowice
- Zofiowo

### Gminy voisines
La gmina de Czarnków est voisine de:
- la ville de :
  - Czarnków
- des gminy de :
  - Budzyń
  - Chodzież
  - Lubasz
  - Połajewo
  - Ryczywół
  - Trzcianka
  - Ujście
  - Wieleń

## Structure du terrain
D'après les données de 2002, la superficie de la commune de Czarnków est de 347,78 km², répartis comme tel :
- terres agricoles : 52%
- forêts : 39%

La commune représente 19,23% de la superficie du powiat.

## Démographie
Données du 30 juin 2004 :
| description        | Total  | Total | Femmes | Femmes | Hommes | Hommes |
| ------------------ | ------ | ----- | ------ | ------ | ------ | ------ |
| Unité              | Nombre | %     | Nombre | %      | Nombre | %      |
| population         | 10 769 | 100   | 5 379  | 49,9   | 5 390  | 50,1   |
| Densité (hab./km²) | 31     | 31    | 15,5   | 15,5   | 15,5   | 15,5   |